# نخجوان
نخجوان (بالأذرية: Naxçıvan)، هي عاصمة وأكبر مدينة في جمهورية نخجوان الذاتية وهي منطقة معزولة لأذربيجان، وتقع على بعد 450 كم (280 ميل) غرب باكو. تتكون بلدية ناختشيفان من مدينة ناختشيفان، ومستوطنة علي آباد، وقرى باشباشى، وبولقان، وهاسينييت، وقارجوق، وقاراكسانبيلي، وتمبول، وقاراجاليق، وداشدوز. تقع على سفوح جبال زانجيزور، على الضفة اليمنى لنهر نخجوان على ارتفاع 873 مترًا (2864 قدمًا) فوق مستوى سطح البحر. ويسود الاعتقاد الشعبي بين أهلها أن بها مرقد نبي الأديان الإبراهيمية نوح والاسم "Naxçıvan" معناه بالأذرية «مستقر نوح».

## التاريخ

### الفترة الكلاسيكية
في التقليد الأرمني، أسس النبي نوح نخجوان بعد حادثة الطوفان، وكانت مكان وفاته ودفنه. وفقًا للمؤرخ الأرمني موفسيس خوريناتسي، قام الملك تيغرانيس الأول ملك أرمينيا بتوطين أسرى الحرب الميديين في نخجوان في القرن الثاني قبل الميلاد. تم ذكر نخجوان لأول مرة في كتاب الجغرافيا لبطليموس باسم ناخجوانا (باليونانية: Ναξουὰνα).
دمر شاهنشاه سابور الثاني نخجوان في عام 363 وتم ترحيل سكانها الأرمن واليهود إلى إيران. سافر الإمبراطور هرقل عبر المدينة في طريقه إلى أتروباتين في عام 623 أثناء الحرب البيزنطية الساسانية 602-628|الحرب البيزنطية الساسانية من 602 إلى 628.

### فترة العصور الوسطى
أدى الحصار العربي لنخجوان في عام 650 م إلى دفع ثيودور رشتوني إلى إبرام هدنة. بعد تمرد عام 703 م، أحرق الأمير الأموي محمد بن مروان النبلاء المتمردين أحياءً في الكنائس في نخجوان وغوتن عام 705. خضعت نخجوان مؤقتًا لسيطرة مملكة أرمينيا الباجراتية في حوالي عام 900، ولكن تم الاستيلاء عليها بسرعة من قبل محمد بن أبي المساج. وكانت المدينة ملاذًا مؤقتًا للأتابك نصرت الدين أبو بكر بعد هزيمته في معركة شامكور عام 1195، وغزت مملكة جورجيا نخجوان عام 1197.
كانت المدينة والمناطق المحيطة بها خاضعة لحكم الأرمن الزاكاريين بشكل مباشر أو غير مباشر من عام 1201 إلى عام 1350، ولكن في أغلب الأحيان لم يكن لديهم سوى استقلال جزئي وغالبًا ما كانوا تابعين لإمبراطوريات أخرى. في عام 1225، احتلت نخجوان الملكة الجلالية، ابنة أتابك محمد جهان بهلوان. في عام 1236، احتلت نخجوان الإمبراطورية المنغولية ثم الدولة الإيلخانية، مما أجبر الأرمن الزاكاريين على دفع الضرائب للوردات المغول بالإضافة إلى إظهار الولاء لهم والقوات. كان من المعروف أن التجار الجينويين يتاجرون في المدينة بحلول عام 1280. تم غزو المدينة من قبل تيمور في عام 1401،  ولكن استولى عليها الملك جورج السابع ملك جورجيا في عام 1405.

### الفترة الحديثة

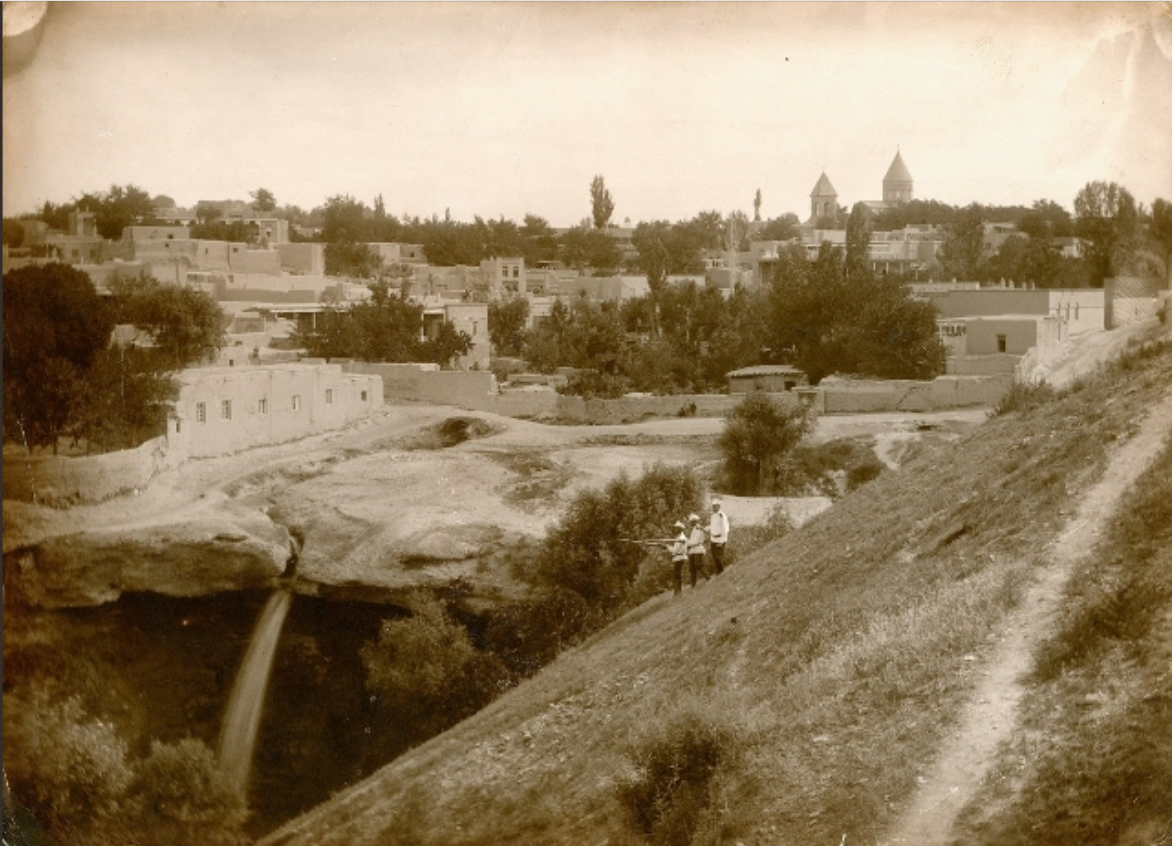
منظر للحي الأرمني في المدينة، عشرينيات القرن العشرين

## المناخ
يظهر الجدول التالي التغييرات المناخية على مدار السنة لنخجوان:
| البيانات المناخية لـنخجوان        | البيانات المناخية لـنخجوان | البيانات المناخية لـنخجوان | البيانات المناخية لـنخجوان | البيانات المناخية لـنخجوان | البيانات المناخية لـنخجوان | البيانات المناخية لـنخجوان | البيانات المناخية لـنخجوان | البيانات المناخية لـنخجوان | البيانات المناخية لـنخجوان | البيانات المناخية لـنخجوان | البيانات المناخية لـنخجوان | البيانات المناخية لـنخجوان | البيانات المناخية لـنخجوان |
| الشهر                             | يناير                      | فبراير                     | مارس                       | أبريل                      | مايو                       | يونيو                      | يوليو                      | أغسطس                      | سبتمبر                     | أكتوبر                     | نوفمبر                     | ديسمبر                     | المعدل السنوي              |
| --------------------------------- | -------------------------- | -------------------------- | -------------------------- | -------------------------- | -------------------------- | -------------------------- | -------------------------- | -------------------------- | -------------------------- | -------------------------- | -------------------------- | -------------------------- | -------------------------- |
| متوسط درجة الحرارة الكبرى °م (°ف) | 0.8 (33.4)                 | 4.0 (39.2)                 | 12.3 (54.1)                | 20.1 (68.2)                | 24.7 (76.5)                | 29.5 (85.1)                | 34.7 (94.5)                | 33.7 (92.7)                | 30.1 (86.2)                | 21.9 (71.4)                | 12.6 (54.7)                | 5.1 (41.2)                 | 19.1 (66.4)                |
| المتوسط اليومي °م (°ف)            | −4.0 (24.8)                | −0.5 (31.1)                | 5.4 (41.7)                 | 12.4 (54.3)                | 17.5 (63.5)                | 22.4 (72.3)                | 26.9 (80.4)                | 26.2 (79.2)                | 21.9 (71.4)                | 14.1 (57.4)                | 6.5 (43.7)                 | 0.9 (33.6)                 | 12.5 (54.5)                |
| متوسط درجة الحرارة الصغرى °م (°ف) | −6.8 (19.8)                | −4.3 (24.3)                | 1.0 (33.8)                 | 7.4 (45.3)                 | 11.5 (52.7)                | 15.9 (60.6)                | 20.0 (68.0)                | 18.7 (65.7)                | 14.7 (58.5)                | 8.2 (46.8)                 | 2.3 (36.1)                 | −2.5 (27.5)                | 7.2 (45.0)                 |
| الهطول مم (إنش)                   | 19 (0.7)                   | 18 (0.7)                   | 29 (1.1)                   | 38 (1.5)                   | 36 (1.4)                   | 30 (1.2)                   | 17 (0.7)                   | 8 (0.3)                    | 11 (0.4)                   | 26 (1.0)                   | 20 (0.8)                   | 15 (0.6)                   | 267 (10.5)                 |
| متوسط أيام هطول الأمطار           | 5                          | 4                          | 6                          | 7                          | 9                          | 5                          | 2                          | 2                          | 2                          | 5                          | 4                          | 4                          | 55                         |
| ساعات سطوع الشمس الشهرية          | 82.9                       | 117.3                      | 188.3                      | 202.6                      | 254.5                      | 324                        | 364.4                      | 338.7                      | 302.5                      | 215.6                      | 148.1                      | 121.1                      | 2٬660                      |
| المصدر: NOAA                      |                            |                            |                            |                            |                            |                            |                            |                            |                            |                            |                            |                            |                            |

## توأمة
لنخجوان اتفاقيات توأمة مع كل من:
- باطوم (8 يونيو 2012 - )[24]
- برست

## أعلام
- ماميدوف نجات
- روبن أوربيلي
- حسين جافيد
- فضل الله نعيمي الاسترآبادي
- أحمد نخجواني
- راميز ميريشلي
- عجمي نخجواني

## وصلات خارجية
- Nakhchivan Guide
- Nakhchivan Portal
- Nakhchivan (as Naxçıvan) في GEOnet
- World Gazetteer: Azerbaijan – World-Gazetteer.com